# Castello di Castellucchio
Il castello di Castellucchio era una fortificazione di origine medievale situata a Castellucchio, in provincia di Mantova e la Torre Civica è quanto rimane dell'antico maniero.

## Storia
Il nome di Castellucchio deriva dal latino castrum, piccola fortificazione, o anche "castello di Lucio" (castrum Lucii).
Il castello venne edificato nel X secolo in forma quadrata e circondato da una cerchia di mura; nel 1100 passò in proprietà ai Canossa. Nel XV secolo passò in proprietà ai Gonzaga, che provvidero al suo rafforzamento. Fu parzialmente distrutto agli inizi del XVIII secolo e successivamente le truppe napoleoniche ne completarono l'abbattimento, ad eccezione della torre merlata alta 26 m.
Come molti manieri, anche il castello di Castellucchio possedette la leggenda secondo la quale alcune persone dimoranti nel castello si aggirassero ancora tra le mura distrutte e si alzassero grida dai sotterranei.
Oggi, all'interno della torre, ha sede il Museo di armi antiche Fosco Baboni.